# Ipomoea magnusiana
Ipomoea magnusiana är en vindeväxtart som beskrevs av Schinz. Ipomoea magnusiana ingår i släktet praktvindor, och familjen vindeväxter. Inga underarter finns listade i Catalogue of Life.

## Bildgalleri

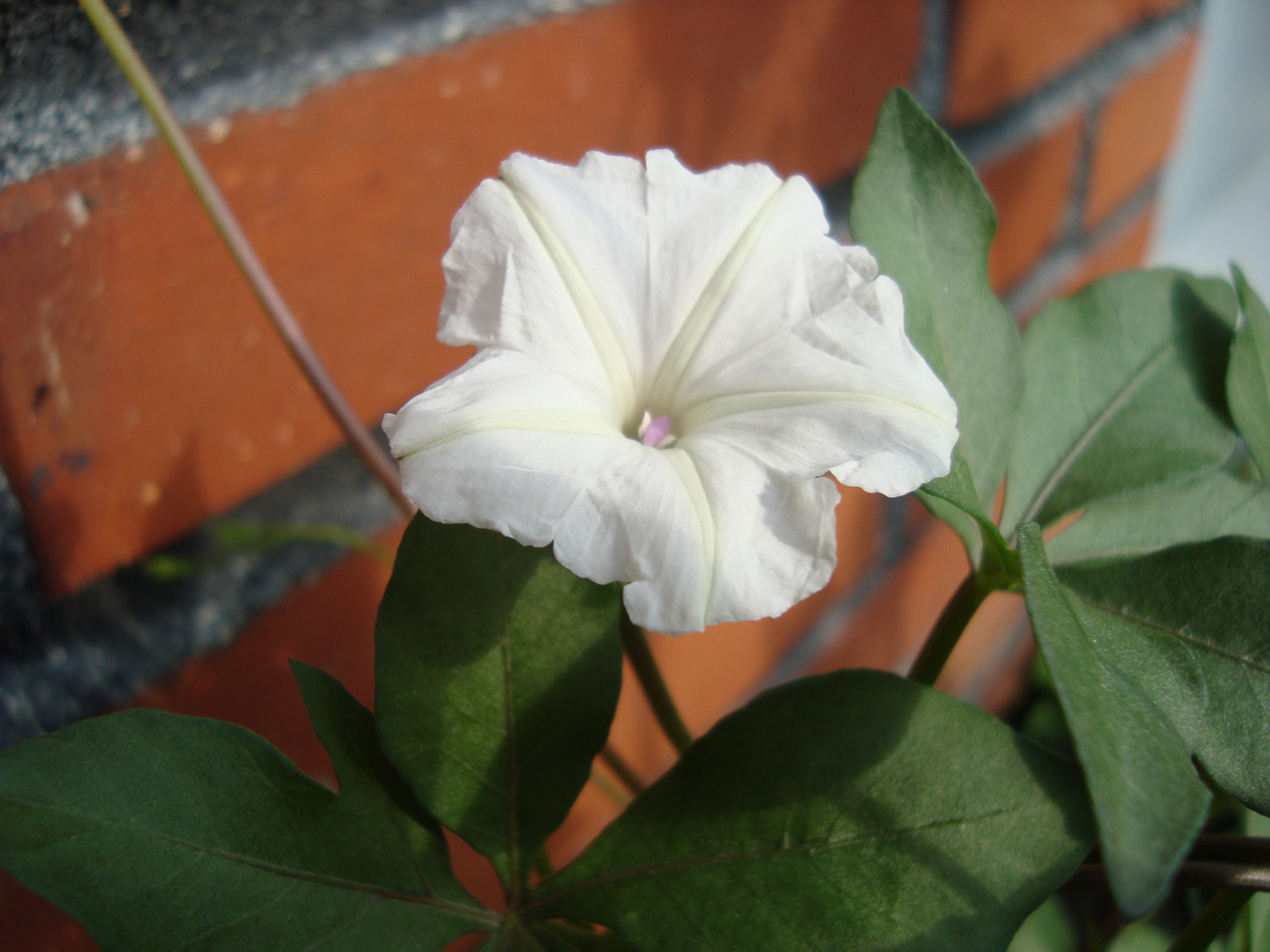
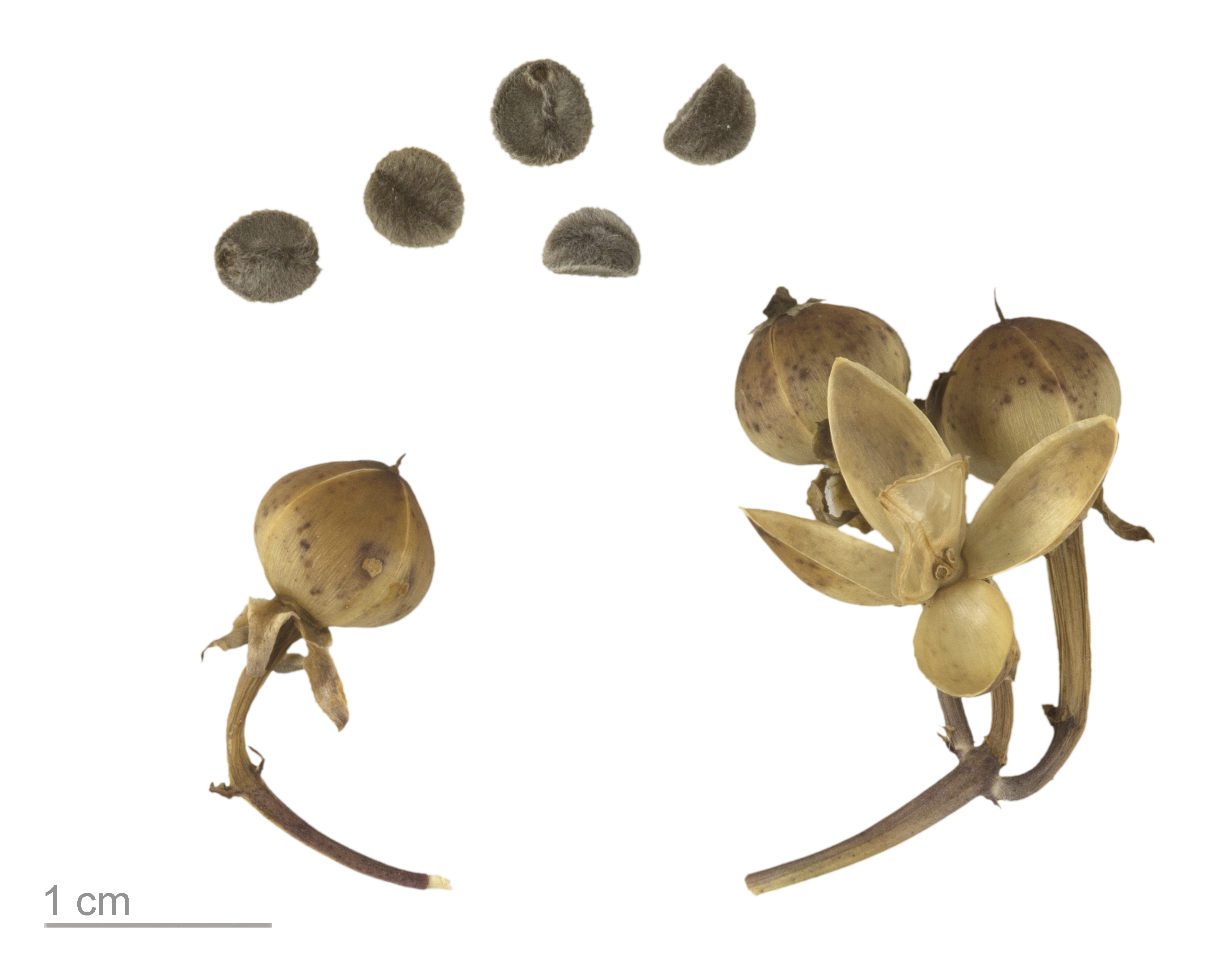
Ipomoea magnusiana